# Höfner Shorty
La Höfner Shorty es un pequeño modelo de guitarra eléctrica sólida con diapasón de tamaño normal, fabricada por la compañía alemana Höfner. Fue diseñado en 1982 como guitarra de viaje y práctica.

## Estructura
Tiene una longitud de 82 cm y cuerpo macizo de Caoba con un pastilla humbucker. Tiene un control de volumen y uno de tono.
El Mástil de Höfner Shorty CT es de acer asiático, el diapasón de palisandro.

## Configuraciones
- Shorty 180 - Sin amplificador empotrado.
- Shorty 181 - Con amplificador empotrado, suministrada por una batería y una potencia de salida de 1 W.
- Shorty 187/II - Shorty-Bass con cuatro cuerdas.
- Shorty CT - Modelo actual, fabricado en Chino, sin amplificador (CT = Contemporary).